# CASA III
El CASA III fou el primer avió propi dissenyat íntegrament per la companyia espanyola Construcciones Aeronáuticas S.A. durant 1929.. Era un aparell monoplà, utilitari, biplaça i monomotor que volà per primer cop el 2 de juliol de 1929.

## Disseny i desenvolupament

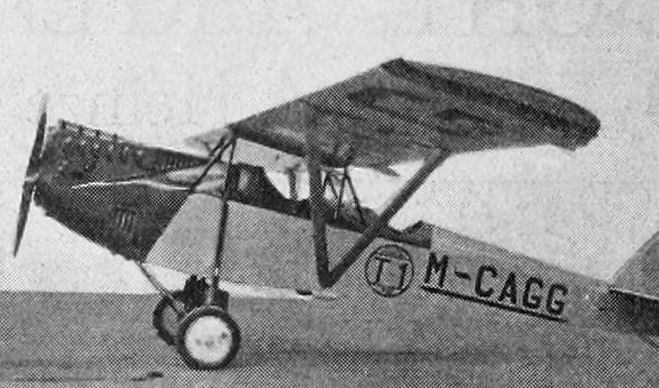
CASA III l'any 1930

Fruit de tota l'experiència obtinguda construint avions sota llicència, CASA s'aventurà a produir aquest disseny propi. Així l'any 1929 s'inicià la concepció del que seria el CASA III a mans de l'enginyer Luis Bousa Perco. L'aparell era d'aparença convencional per l'època, amb construcció d'ales articulades per damunt de la cabina en tàndem oberta, fuselatge conformat per tubs d'acer amb cobriment de tela. El tren d'aterratge era fix i ample facilitant les operacions a terra i amb patí de cua sincronitzat amb el timó de direcció.
El primer prototip amb un motor Cirrus III de 67 kW (90 CV),i matrícula M-CAGG, volà el 2 de juliol de 1929. Quasi totes les unitats foren construïdes amb plantes motrius diferents com ara Isotta Fraschini Asso 80A de 75 kW (100 CV), Havilland Gipsy I, Havilland Gipsy III i Elizalde A6. Aquesta diversitat s'explica per la falta de línies de subministrament de motors que patí inicialment la indústria aeronàutica espanyola així com les dificultats de CASA a l'hora d'aconseguir assegurar-se drets de producció de motors ja existents i tindria conseqüències fatals sobre l'adopció de l'avió.
Originàriament emprat per l'Aeronàutica Naval de l'Armada com avió de bombardeig lleuger, no obstant això les seues prestacions deficients feren que ràpidament fos relegat a l'Escola Àrea Naval de Pollença o a l'ús recreatiu. Al voltant de 9 unitats van ser construïdes en total la majoria de les quals acabaren en mans de l'Armada.

## Història operacional
Poques setmanes després de la seua eixida de planta, un exemplar participà en la carrera aèria Madrid-Burgos de 1929. El 25 de desembre de 1929 aconseguí ser el primer avió en aterrar a les Illes Canàries. Més tard, en 1930, tres unitats participaren en l'Aerial Tour of Europe però una d'elles hagué de retirar-se després el trencament del tren d'aterratge i una altra realitzà l'eixida massa tard cosa que li afonà qualsevol possibilitat de victòria.
Un mínim de quatre unitats participaren en la Guerra Civil, tots operats per la FARE sense que cap sobrevisquera el conflicte.

## Especificacions

### Característiques generals
- Tripulació: 2.
- Longitud: 7,5 m.
- Envergadura: 11,6 m.
- Altura: 2,5 m.
- Superfície alar: 18 m2.
- Pes buit: 480 kg.
- Pes màxim: 800 kg.
- Planta motriu: 1 motor de quatre cilíndres Havilland Gipsy I de 71 kW (95 CV) amb una hèlix bipala de fusta i pas fix.

### Rendiment
- Velocitat màxima: 200 km/h.

- Velocitat mínima: 68 km/h.
- Rang: 1,000 km.
- Sostre: 4,500 m.
- Temps d'arribada als 1.000 m: 5 minuts 40 segons.

- Càrrega alar: 44 kg/m2.
- Potència/pes: 0,09341 kW/kg.